# Маяк Меганом
Маяк Меганом (крим. Meganom mayağı) — маяк в Автономній Республіці Крим. 
Стоїть на самому краю мису Меганом. 
15 вересня 1895 року маяк було введено в дію. У роки війни зазнав руйнувань. У 1959 році тут демонтували гасожаровий пальник, а світлооптичний прилад перевели на електричний струм. У 1980-ті роки до маяка підвели зовнішнє електроживлення, встановили резервний вогонь з проблисковими приладами.